# Indicatif musical d'émission de radio ou télévision en France
Depuis l'origine de la radio et de la télévision, la plupart des programmes diffusés débutent par un indicatif musical permettant à l'auditeur d'identifier très rapidement l'émission de radio qu'il écoute ou l'émission de télévision qu'il regarde.
Cet article est relatif aux indicatifs musicaux d'émissions françaises. Les compositions musicales des indicatifs sont le plus souvent issues d'œuvres préexistantes (chanson, œuvre de musique classique...). L'« indicatif », terme retenu par l'Institut national de l'audiovisuel (INA) dans le classement des archives radio-télévisées, est généralement inclus dans le « générique », court passage en début et en fin d'émission précisant les noms des responsables de l'émission. Lorsque l'indicatif est très court, on emploie parfois le terme « jingle ».
Pour chacun des indicatifs explicités dans cet article, tant pour les émissions de radio que de télévision, des informations sont données, notamment l'origine de sa composition, son auteur et une référence permettant son écoute. Lorsque l'indicatif est issu d'une œuvre de musique classique, une référence à un extrait de l'œuvre d'origine est en outre indiquée à titre encyclopédique.

## Radio

### Indicatifs de stations de radio
Les indicatifs du top horaire de France Info, avant et après le 27 août 2007.

### Indicatifs d'émissions de radio

#### Europe 1
- Arthur et les Pirates (Europe 1 1992-1996) : danse O Fortuna de Carmina Burana de Carl Orff. L'émission est reprise en 2004-2005, l'indicatif est alors issu de la chanson « Hush » du groupe Deep Purple.
- « Pour ceux qui aiment le jazz », émission de Frank Ténot (Europe I) et Daniel Filipacchi : Camp Meetin' de Don Wilkerson (1960) plus, dans le désordre, Blues March for Europe N° One, Moanin' et It's only a paper moon par Art Blakey's Jazz Messengers. Senor Blues par Horace Silver puis All About My Girl de Jimmy McGriff.
- Salut les copains : le premier indicatif a été Rat Race, de Count Basie. Daniel Filipacchi était déjà le co-animateur d'une autre émission culte d'Europe no 1, Pour ceux qui aiment le jazz, d'où le choix de ce morceau. Lui a succédé Last Night, instrumental des Mar-Keys. * Hit parade d'Europe 1 (1978) : Oxygène de Jean-Michel Jarre.

#### Euroradio
Euroradio est le système d'échanges internationaux de programmes sonores numériques de l'Union européenne de radio-télévision (UER).
- Son indicatif musical est un arrangement de la fanfare de L'Orfeo de Claudio Monteverdi, par le compositeur autrichien, Gottfried Rabl.
- L'indicatif des émissions retransmises en Eurovision est extrait du prélude du Te Deum de Marc-Antoine Charpentier.

#### Radio France
Radio France, société de service public issue de l'ancien Office de radiodiffusion-télévision française (ORTF), diffuse les émissions de France Culture, France Inter, France Musique…
- « Allô Macha », émission animée par Macha Béranger (France Inter, 1977-2007) : deuxième mouvement du Concerto pour piano nº 21 de Mozart.
- « Avanti ! », émission animée par Denisa Kerschova (d) (France Musique depuis septembre 2014) : Nicola Piovani. Extrait de la bande originale du film La vie est belle de Roberto Benigni, interprété par l'orchestre de l'académie musicale italienne, sous la direction de Nicola Piovani.
- « Carrefour de Lodéon », émission animée par Frédéric Lodéon (France Inter, depuis 1992 et France Musique depuis septembre 2014) : extrait de l'ouverture de Guillaume Tell composée par Gioachino Rossini et interprétée par l'Orchestre de chambre d'Europe sous la direction de Claudio Abbado.
- « Le Jazz est un roman », émission animée par Alain Gerber (France Musique) : Let's Not Waltz Tonight de George Handy (en) interprétée par le saxophoniste Zoot Sims
- « Le Masque et la Plume » (France Inter, depuis 1955) : La fileuse, Opus 67 - no 4, extrait du sixième livret des Romances sans paroles de Felix Mendelssohn.
- « L'Heure bleue » (France Inter, depuis 2016) : Veridis Quo, de Daft Punk.
- « Pollen, les copains d'abord », émission animée par Jean-Louis Foulquier (France Inter) : Europa (Earth's Cry Heaven's Smile), reprise par le saxophoniste Gato Barbieri du standard de Carlos Santana.
- « Radioscopie », émission animée par Jacques Chancel (France Inter) : indicatif original de Georges Delerue .
- « Rendez-vous avec X » (France Inter, 1997-2015) : Suite Punta del Este, Astor Piazzolla.
- « La prochaine fois je vous le chanterai » : l'émission animée par Philippe Meyer sur France Inter (2000-2016) comportait plusieurs indicatifs. Au début, Le Tic toc choc de François Couperin. Pour la séquence « À deux, c'est mieux » : Béret, beurre, cornichons par L'Orchestre de contrebasses. Pour la séquence « tocade » : Il treno va de Toto Cutugno. À la fin : Talma, par Pierre Boussaguet (contrebasse) et Guy Lafitte (saxophone ténor).
- Les Chemins de la philosophie, émission présentée par Adèle Van Reeth depuis 2017 (France Culture, depuis 1971) : Les Vacances de Monsieur Hulot, Quel temps fait-il à Paris de Jacques Tati.

#### Radio Classique

##### En 2010 ou 2011
Quelques indicatifs en 2010 ou 2011 sur Radio Classique :
- « Discoportrait », émission animée par Francis Drésel : Pas de deux de Casse-Noisette de Piotr Ilitch Tchaïkovski ;
- « L’été classique » : Sérénade pour cordes, op.6: Allegretto ma non troppo e grazioso - Quasi andantino - Temp de Josef Suk ;
- « Ève Ruggieri raconte », émission animée par Ève Ruggieri : Danse générale de Daphnis et Chloé de Maurice Ravel ;
- « Les mélodies de Nelson », émission animée par Nelson Monfort : Tristesse, étude pour piano op. 10 no 3 de Frédéric Chopin ;
- « Passion classique », émission animée par Olivier Bellamy : la Danse des chevaliers, thème principal de l'ouverture du ballet Roméo et Juliette de Sergueï Prokofiev ;
- « Patrimoine classique », émission animée par Francis Drésel : Invention à deux voix no 1 en ut M BWV 772 de Jean-Sébastien Bach ;
- « Radio classique lycéens », émission animée par Laure Mézan : rondeau de la suite de ballet Les Biches de Francis Poulenc ;
- « Tous classiques », émission animée par Élodie Fondacci : La Vie brève : Interlude et danse de Manuel de Falla ;
- « Un déjeuner en musique » : On The Town, 3 Dance Épisodes: Times Square : 1944 (Allegro) de Leonard Bernstein ;
- « Un Dîner en musique » : Variation, extrait du Pavillon d’Armide de Nicolas Tcherepnine ;
- « Un réveil en musique », émission animée par Denisa Kerschova : Humoresque no 7, op. 101 no 7 d'Antonín Dvořák ;
- « Vos après-midi classiques », émission animée par Denisa Kerschova : Scherzo fantastique, op.25 de Josef Suk ;
- « Vos soirées classiques », émission animée par Laure Mézan : Étude, op. 76 no 2 (arrangement de Börje Sandquist) de Jean Sibelius.

##### Emissions en 2020, mise à jour en 2022
Les intitulés des indicatifs sont précisés sur le site de Radio Classique  :
- « Bande à part », émission animée par Guillaume Durand : Bach/Jacques Loussier, Fantasie en ut minor, BWV 906, arrangement jazz ;
- « Conversations d’un enfant du siècle chez Lapérouse », émission animée par Frédéric Beigbeder : Misty, de Errol Garner, interprété par l’Errol Garner Trio ;
- « Demandez le programme », émission animée par David Abiker : Grünfeld, Paraphrase sur La Chauve-Souris de J. Strauss (Jean-Yves Thibaudet) ;
- « Des livres et des notes », émission animée par Fabrice Luchini : Bach, Suite anglaise no 6, Glenn Gould ;
- « Harmoniques », émission animée par Jean-Michel Dhuez : Mendelssohn, 2e mouvement, Symphonie no 2 « Lobgesang » ;
- « Les carnets de Gautier Capuçon », émission animée par Gautier Capuçon : transcription pour violoncelle de Salut d'Amour d'Edward Elgar, dans la version de Gautier Capuçon avec l'Orchestre de chambre de Paris ;
- « Les discoportraits », émission animée par Francis Drésel : Pas de deux de Casse-Noisette de Piotr Ilitch Tchaïkovski dans l'interprétation de Valery Gergiev dirigeant l'orchestre du Théâtre Mariinsky ;
- « Entrée des artistes », émission animée par Laurence Ferrari : 2e mouvement du Trio no 1 en sol majeur pour piano, violon et violoncelle, de Claude Debussy ;
- Franck Ferrand raconte, émission animée par Franck Ferrand : thème du film Kalidor d'Ennio Morricone ;
- « Horizons Jazz » : Three to Get Ready de Dave Brubeck dans l'interprétation de The Dave Brubeck Quartet (album Time out) ;
- « Le journal du classique », émission animée par Laure Mézan : Quatuor à cordes no 2 de Maurice Ravel dans l'interprétation du Quatuor de Leipzig ;
- « Le grand concert du dimanche soir » et « Le grand concert du samedi soir », émissions animées par Francis Drésel : Walt Whitman Ouverture de Gustav Holst dans l'interprétation de J-A. Falletta dirigeant l'Orchestre d'Ulster ;
- « Les petits matins de Radio Classique » : Danse allemande D.366 de Franz Schubert dans l'interprétation de Vladimir Ashkenazy ;
- « On the wilde side », émission animée par Laurent de Wilde : Kathy’s Waltz de Dave Brubeck dans l'interprétation de The Dave Brubeck Quartet (album Time out) ;
- « Radio Classique de nuit » : Valse op. 39 no 15 pour piano de Johannes Brahms dans l'interprétation d'Hélène Mercier et de Cyprien Katsaris ;
- « Rolando Solo », émission animée par Rolando Villazón : arrangement vocal de l’Ouverture du Barbier de Séville de Rossini interprété par The King's Singers ;
- « Tempo », émission animée par Pauline Lambert : Légende no 6 pour orchestre d'Antonín Dvořák dans l'interprétation d'Iván Fischer dirigeant l'Orchestre du Festival de Budapest ;
- « Tous classiques », émission animée par Christian Morin : Un Américain à Paris de Gershwin dans l'interprétation de Lorin Maazel dirigeant l'Orchestre philharmonique de New York ;
- « Les variations », émission animée par Francis Drésel : arrangement pour violoncelle et guitare de l'étude op. 76 no 2 de Jean Sibelius dans l'interprétation de Jian Wang et Göran Söllscher ;
- « Votre matinée avec RadioClassique » : Romance sans paroles no 32 op. 67 no 2 de Felix Mendelssohn dans l'interprétation de Lívia Rév ;
- « Votre week-end Radio Classique »
  - avec Elodie Fondacci : arrangement pour harpe du quatrième mouvement Passepied de la Suite bergamasque de Claude Debussy interprété par Xavier de Maistre,
  - avec Laure Mézan : Matinées musicales op. 24 de Benjamin Britten d'après Rossini,
  - avec Margot Delattre : España d'Emmanuel Chabrier dans l'interprétation d'Asher Fisch dirigeant l'Orchestre de la radio de Munich,
  - avec Jean-Michel Dhuez : 2e mouvement de la Symphonie no 2 « Lobgesang » de Felix Mendelssohn dans l'interprétation d'Andrew Manze dirigeant l'orchestre philharmonique de la Norddeutscher Rundfunk.

#### RTL
- Top horaire : ensemble trompettes composé par Michel Legrand en 1964 à l'occasion de la transformation de RTL.
- Stop ou encore (1978) : Attention Mesdames et Messieurs de Michel Fugain / fin de la chanson Les Play-Boys de Jacques Dutronc / Life's a Party de Michael Zager ; (1981) : Stop ou encore de Plastic Bertrand.
- Les disques d'or : fin de la chanson I Wanna Be Loved by You de Marilyn Monroe.
- La Grande Parade : jeu « l'invité-mystère » : Qui c'est celui-là ? de Pierre Vassiliu.
- Allô Ménie ? : premier mouvement allegro d'Une petite musique de nuit de Mozart.
- Quitte ou double : troisième mouvement allegretto de la 15e sonate pour piano de Mozart.
- Hit parade RTL (1978) : musique du film La Guerre des étoiles. Jeu d'identification d'extraits de 3 chansons : Let's All Chant de Michael Zager, puis introduction de Rasputin de Boney M..
- Les routiers sont sympas : En sifflotant de Vladimir Cosma[3],[4].

#### Radio Courtoisie
L'ensemble des indicatifs musicaux et génériques des émissions de Radio Courtoisie, soit plus de 170 références, est publié sur le web.

## Télévision

### Indicatifs de chaînes télévisées
- Eurovision : prélude du Te Deum de Marc-Antoine Charpentier[écouter en ligne].

#### Des origines au 5 janvier 1975
- Attente (avant la mire) : à l'écran, le texte TELEVISION FRANCAISE agrémenté d'un pseudo-reflet, accompagné pour le son du Carnaval romain d'Hector Berlioz. À l'époque, l'heure était donnée par un réveil de forme rectangulaire, remis à l'heure manuellement à partir de l'horloge parlante avant sa présentation.
- En 1959, premier indicatif publicitaire sonore français, sur la chaîne de la RTF : utilisé pour annoncer le début ou la fin des programmes[Note 1], il se présente sous la forme d'un atome stylisé, sur la Fanfare pour le carrousel royal de Jean-Baptiste Lully[6] sur une orchestration de Jacques Chailley[7].
- Le 24 décembre 1959, la pendule conçue par Christian Houriez et les élèves de l'école Boulle[8].
- En 1960, Interlude : Endlessly, la musique du Petit train-rébus de Maurice Bruno[9], Le Petit Train de la mémoire et un montage des interludes.
- En 1964, indicatif commandé par l'Office de radiodiffusion-télévision française (ORTF) sur la suggestion de son conseiller musical Daniel-Lesur au compositeur Jean-Jacques Grünenwald pour accompagner les génériques d'ouverture et de fermeture d'antenne de la première chaîne[10].
- En 1965, la mire 819 lignes avec l'indicatif The Big Team de l'émission Dim, Dam, Dom.
- En 1967, la mire accompagnée de la diffusion de France Inter (La mire accompagnée de la diffusion de France Inter (enregistrement du 18 janvier 1967).
- En 1972, ouverture et fermeture de la troisième chaîne Couleur 3 de l'ORTF, qui avait ouvert l'antenne le 31 décembre 1972 : musique de Jacques Loussier.

Le 5 janvier 1975 est le dernier jour d'émission des trois chaînes de l'ORTF qui deviennent TF1, Antenne 2 et FR3 à partir du 6 janvier 1975.

#### TF1
- ouverture et fermeture TF1 (1976-85) : musique de Vladimir Cosma[11].
- fermeture TF1 (1985-17 février 1991).
- journal de 20 heures de TF1.
- journal de TF1 (1975 à 1981) présenté par Yves Mourousi, avec le jingle Scoop de Claude Perraudin[écouter en ligne].

#### Antenne 2
- Indicatif d'ouverture de la chaîne le 6 janvier 1975[12].
- Indicatif d'ouverture de la chaîne.
- Antenne 2 (1988-1990).
- Indicatif de fermeture de la chaîne : musique de Michel Colombier.
- Jingle publicité de la RFP sur Antenne 2 (du 6 janvier 1975 au 11 septembre 1983) auquel lui avait succédé un autre jingle.

#### FR3
- Indicatif d'ouverture de la chaîne[13] - musique : Francis Lai.
- Indicatif de fermeture de la chaîne[14].
- Premier[Note 2] jingle publicité de la RFP sur FR3 (1983).

#### La 5
- Le Journal de 13h (La 5) : Introduction de Ainsi parlait Zarathustra op30 de Richard Strauss<[écouter en ligne].

### Indicatifs d'émissions de télévision
- Apostrophes : concerto pour piano no 1 de Rachmaninov interprété au piano par Byron Janis[15], le premier titre de l'émission était Apos[16].
- Bon appétit bien sûr, émission présentée par Joël Robuchon (France 3 en 2001-2002) : largo al factotum La ran la re la ran la la du Barbier de Séville de Rossini[17].
- Bonne nuit les petits, « Que ne suis-je la fougère ? », musique de Giovanni Battista Pergolesi .
- Le Cercle de minuit diffusée sur France2 : chanson Yé lé lé de Geoffrey Oryema[18].
- Champs-Élysées, musique de l'indicatif composée par Jean-Pierre Bourtayre et Jean-Claude Petit.
- Chapi Chapo, musique de François de Roubaix, paroles du générique écrites par Charles Level.
- Chroniques de la haine ordinaire de Pierre Desproges : la chanson Come di de Paolo Conte[19].
- « Ciné-club » de France 2 : valse Amour et printemps d'Émile Waldteufel[20],[21].
- « Cinéma, Cinémas » diffusé sur Antenne 2 : musique du film Une place au soleil, composée par Franz Waxman[22].
- Cinéma de minuit : Les Étoiles du cinéma, musique composée par Francis Lai et interprétée au violoncelle et à la guitare[23].
- Le Cinéma du dimanche soir, In the Stone, musique d'Earth, Wind and Fire par Maurice White (1979)[24]
- Cinq colonnes à la une : La Danse des Flammes, extrait de la musique du ballet Le rendez-vous manqué de Michel Magne.
- Les Cinq Dernières Minutes : « Arsenic Blues », musique écrite par Marc Lanjean et interprétée à la trompette par Pierre Thibaud.
- Des chiffres et des lettres : musique « Alabama Trail » composée par Eddie Warner[25],[26].
- Télé Match de Pierre Bellemare : musique André Popp : titre « Bop Polka »
- La Tête et les Jambes de Pierre Bellemare : indicatif de André Popp : titre « Musique Mécanique »
- Le mot le plus long de Armand Jammot : indicatif d'André Popp : titre « El Puchero »
- La Cuisine des Mousquetaires (France 3) : moderato de la sonate a quattro no 1 en sol Majeur de Gioachino Rossini[27].
- Discorama, la musique de l'indicatif reprend la chanson J'ai du bon tabac[28].
- Les Dossiers de l'écran : passage (Protest) du Spirituals for Orchestra (1941) de Morton Gould, passage que reprendra la bande-son du film L'Armée des ombres de Jean-Pierre Melville en 1969.
- Double je, émission animée par Bernard Pivot (France 2 en 2004) : Valse en la mineur, op posthume de Frédéric Chopin.
- « Drôles de Gammes », émission animée par Emmanuelle Gaume (France 3 en 2003-2004) : Le Carnaval des animaux et la symphonie no 3 de Saint-Saëns.
- Ex-Libris, émission présentée par Patrick Poivre d'Arvor (TF1) : La gazza ladra de G. Rossini.
- L'Heure de vérité, musique de Paul McCartney pour le film de James Bond de 1973 Vivre et laisser mourir[29].
- Histoires naturelles (TF1 en 1986) : Uf dem Anger : Tanz, extrait de Carmina Burana de Carl Orff.
- Histoires sans paroles : musique créée par Jean Wiéner en 1964, sur la base d'une musique originale de Joseph M. Daly, intitulée Chicken Reel (1910, paroles de Sam Marley), thème repris en 1946 par Leroy Anderson pour sa composition Chicken reel[30].
- Italiques : bande originale du film À l'aube du cinquième jour (Dio e con noi ou Gott mit uns) de Giuliano Montaldo, reprise du thème Lontano d'Ennio Morricone[31].
- La Piste aux étoiles : « Vive la piste » (1966), marche de Bernard Hilda et Albert Lasry[32]
- Santé à la Une, émission médicale d'Igor Barrère et Étienne Lalou : Symphonie du nouveau monde de Dvořák.
- La Séquence du spectateur : en 1953, le premier indicatif du générique est La Ronde, une musique d'Oscar Straus composée pour le film du même nom de Max Ophuls en 1950. Par la suite, il est remplacé par On the Desert Road, le cha-cha-cha composé par Charles Telmage en 1953 et interprété par Juan Montego & The Kingston Orchestra[33].
- Télé-Philatélie, émission animée par Jacqueline Caurat et son mari Jacques Mancier, sur la RTF puis sur la première chaîne de l'Office de radiodiffusion-télévision française (ORTF), puis sur TF1 de 1961 à 1983 : Musique pour cordes, percussion et célesta (2e mouvement - allegro) de Béla Bartók.
- La Vie des animaux, musique « Quiet Village » de Les Baxter.

## Pour approfondir

### Discographie
- Télétubes : trois séries de trois CD contenant notamment un certain nombre d'indicatifs des années 1960-1970